# Tamango
Tamango es un grupo de tango creado en 2005 por Marcelo Huertas, Fernando Codazzi y Carolina Rodriguez Laraia.
Nace bajo la consigna de fusionar el tango tradicional con la realidad de hoy. 
El repertorio está compuesto por tangos clásicos, temas de Piazzolla y obras propias.
Han tocado en Buenos Aires en el Museo Cultural del Tango, la Feria de Mataderos, Taconeando, Bar El Argentino, Centro Cultural Sur, La Corporación del Sur, Bar La Forja, Tanguería Almatango, Teatro Gargantúa, Legislatura de la Ciudad de Bs. As., Espacio Cultural Carlos Gardel y en la ciudad de Formosa Teatro de la ciudad. También han hecho shows en vivo en Canal Siete de Buenos Aires y en las radios FM La Tribu, FM Signos, FM Patricios y FM La Isla.
A mediados del 2006 salió a la venta su primer CD, Huellas.

## Formación actual
- Luciana Morelli: Voz
- Marcelo Huertas: Piano, Teclados y Arreglos
- Fernando Codazzi: Bajo
- Diego Braconi: Bandoneón
- Ariel Chisleanschi: Batería

## Discografía
- 2006 - Huellas